# Джино Асеведо, Федерико
Федери́ко Джи́но Асеве́до (исп. Federico Gino Acevedo Fagúndez; род. 26 февраля 1993, Мело) — уругвайский футболист, защитник и полузащитник греческого клуба «ПАС», а также в прошлом — молодёжной сборной Уругвая. Вице-чемпион мира среди молодёжи 2013 года.

## Биография
Федерико Джино Асеведо — воспитанник школы футбольного клуба «Дефенсор Спортинг». В 2012 году в составе молодёжной команды стал финалистом второго розыгрыша молодёжного Кубка Либертадорес, состоявшегося в Перу.
Дебютировал за основной состав «фиолетовых» в чемпионате Уругвая 26 августа 2013 года в игре против «Пеньяроля», закончившейся вничью 1:1. Джино вышел на замену в середине первого тайма вместо Роберта Эрреры. Всего в Апертуре 2013 Джино сыграл в восьми матчах, а в Клаусуре 2014 — в десяти. В 2014 году Джино Асеведо помог своей команде впервые в её истории дойти до полуфинала розыгрыша Кубка Либертадорес. Сыграл в турнире в пяти матчах.
В августе 2015 года Джино Асеведо был отдан в аренду в итальянский «Карпи». За эту команду сыграл только в одном матче, в Кубке Италии против «Виченцы» (2:1). В январе 2016 года вернулся в «Дефенсор», а в конце месяца перешёл в бразильский «Крузейро».
В 2013 году Джино дошёл с молодёжной сборной Уругвая до финала чемпионата мира в Турции. Уругвайцы уступили Франции в серии пенальти. Всего сыграл в 6 матчах за уругвайскую молодёжную сборную и отметился 1 забитым голом.

## Титулы и достижения
- Полуфиналист Кубка Либертадорес (1): 2014
- Финалист молодёжного Кубка Либертадорес (1): 2012
- Серебряный призёр Молодёжного (до 20 лет) чемпионата мира (1): 2013